# Фабіан
Святи́й Фабіа́н (лат. Fabianus; ? — 20 січня 250, Рим, Стародавній Рим) — двадцятий папа Римський (січень 236—20 січня 250). 
Євсевій Кесарійський повідомляє, що під час виборів християнами Риму нового єпископа Римського над головою Фабіана несподівано з'явилась голубка. Саме ця обставина стала вирішальною для обрання Фабіана. Поділив Рим на сім дияконій та призначив на них іподияконів, яким наказав записувати випадки мученицької смерті християн. Зазнав мученицької смерті під час гонінь на християн, влаштованих римським імператором Траяном Децієм, похований у катакомбах святого Калліста. Мощі святого зберігаються у церкві Санта Прасседе в Римі.
Його свято припадає на 20 січня.